# 2195 Tengström
A 2195 Tengstrom (ideiglenes jelöléssel 1941 SP1) a Naprendszer kisbolygóövében található aszteroida. Liisi Oterma fedezte fel 1941. szeptember 27-én.